# Droga 2 (Estonia)
Droga krajowa nr 2, nazywana także drogą Tallinn–Tartu–Võru–Luhamaa (est. Tallinna–Tartu–Võru–Luhamaa maantee, põhimaantee nr 2) – najdłuższa z dróg krajowych w Estonii, łącząca Tallinn z Luhamaa. Ma 288,5 km długości i od lat 2000. w całości pokrywa się z trasą europejską E263.
Droga krajowa nr 2 była pierwszą drogą w Estonii, na której stanęły stacjonarne fotoradary.

## Przebieg
Droga zaczyna się w Tallinnie na Viru valjäk, gdzie krzyżuje się z drogą nr 8, potem biegnie na południowy wschód by spotkać się z drogą nr 1. Po minięciu lotniska krzyżuje się z obwodnicą Tallinna (droga nr 11). W Mäo krzyżuje się z drogą krajową nr 5. W Tartu funkcjonuje jako zachodnia obwodnica miasta. Po minięciu miasta, prowadzi na południe do Võru, a potem na południowy wschód do Luhamaa, gdzie krzyżuje się z  drogą krajową nr 7.